# Eunotus antshar
Eunotus antshar är en stekelart som beskrevs av Nikol'skaya 1954. Eunotus antshar ingår i släktet Eunotus och familjen puppglanssteklar.
Artens utbredningsområde är Kazakstan. Inga underarter finns listade i Catalogue of Life.